# Bigorne
Bigorne is een plaats (freguesia) in de Portugese gemeente Lamego en telt 39 inwoners (2001).